# 原子少女貓
原子少女猫（Atomic Kitten）是一个由来自英国利物浦的少女们组成的三人乐团。最早于1997年由安迪·麦克拉斯基（Andy McCluskey）创立，其经过改组后，世界闻名。
原子少女猫的三位成员是：娜塔夏·汉米尔顿（Natasha Hamilton）、丽兹·麦克拉农（Liz McClarnon）和珍妮·弗罗斯特（Jenny Frost）。此外，海迪·朗吉（Heidi Range）和凯莉·柯塔娜（Kerry Katona）曾经是原子少女猫的成员，但相继脱离，汉米尔顿和弗罗斯特分别于1999年和2001年取代了她们的位置。
原子少女猫有三首单曲位列英国单曲榜第一名：《Whole Again》，后来被瑞典乐团Play翻唱；《Eternal Flame》，原唱为手镯合唱团；《The Tide Is High》，原唱为The Paragons，曾为金发美女组合翻唱。
最早原子少女猫组建的时候成员是海迪·朗吉、丽兹·麦克拉农和凯莉·柯塔娜。但Heidi Range在1999年取消了签约离开了该组合（现为百变女团（Sugababes）组合的成员），娜塔夏·汉米尔顿取代了其位置。1999年12月，其推出的首张单曲《Right Now》就打入了欧洲单曲榜前十名。2000年凯莉·柯塔娜宣布与西城男孩成员布莱恩·麦克范登（Bryan McFadden）订婚，不久离开了组合。Precious乐团的珍妮·弗罗斯特取代了其位置。
2004年1月23日，汉密尔顿计划将更多时间花在陪伴儿子上，因此决定离开组合。但在2005年的情人节乐团又重新组建，并发布了慈善单曲《Cradle 2005》。2008年解散。

## 唱片
- Right Now (2000)
- Feels So Good (2002)
- Ladies Night (2003)
- The Greatest Hits (2004)
- The Collection (2005)